# Marczali Mihály
Marczali Mihály, születési nevén Morgenstern Mihály (Szalónak, 1824. június – Marcali, 1889. október 5.) rabbi. Marczali Henrik történész és Marczali Pál orvos apja, May István irodalomtörténész dédapja.

## Életútja
Apai és anyai ágról való ősatyái egyaránt öt nemzedéken át rabbik voltak. Gyermekkorában atyjától tanult, aki híres talmudista volt, azután a nagymartoni és pozsonyi rabbiiskolát látogatta. Az utóbbi helyen világi írókkal is megismerkedett. Húszéves korában Pápára ment, ahol négy év alatt elvégezte a gimnáziumot. Azután egyetemi hallgató lett Prágában, ahonnét 1852-ben hívták meg Marcaliba, ahol kiválóan a magyarság érdekében működött, a szélső haladó párt híve volt. Az 1868-as országos zsidó kongresszusnak is egyik kiváló képviselője volt. Morgenstern családi nevét 1875-ben változtatta Marczalira. Elhunyt 1889. október 5-én, működésének 37. évében, örök nyugalomra helyezték 1889. október 7-én délután a marcali izraelita sírkertben. Neje a győri születésű Freyer Rozália volt, aki 1906. március 25-én hunyt el 75 éves korában.
Cikkeket írt a Magyar Izraelitába, a Pesti Ben-Chananjába, az Izraelita Közlönybe (1868-70) és több külföldi lapba.

## Munkái
- Beruf, Kampf und Lohn der Rabbiner. Antritts-Rede, Nagykanizsa, 1852.
- Gyászbeszéd gróf Széchenyi István emlékére, Nagykanizsa, 1860.
- Zsinagogai beszéd. Nagykanizsa, 1869.
- A végső tisztelet. Emlékbeszéd Lőwi Sámuel csurgói ker. rabbi fölött. Nagykanizsa, 1875.
- A véd angyal, szombati beszéd. Nagykanizsa, 1875.
- Emlékbeszéd Deák Ferencz fölött. Nagykanizsa, 1876.
- Fegyvereink rosszakaróink ellen. Budapest, 1882.

### Kéziratban
- Evangelium és Talmud, ívrét 150 lap.